# سفارة اليابان في باكستان
سفارة اليابان في باكستان هي أرفع تمثيل دبلوماسي لدولة اليابان لدى باكستان. تقع السفارة في إسلام آباد وهي تهدف لتعزيز المصالح اليابانية في باكستان.

## وصلات خارجية
- الموقع الرسمي
- قائمة سفارات اليابان
- قائمة السفارات في باكستان